# (3776) Vartiovuori
(3776) Vartiovuori es un asteroide perteneciente al cinturón de asteroides descubierto el 5 de abril de 1938 por Heikki A. Alikoski desde el observatorio de Iso-Heikkilä en Turku, Finlandia.
Está nombrado por Vartiovuori, la colina donde estaba situado el observatorio de Friedrich Argelander.